# Родниковское сельское поселение (Челябинская область)
Родниковское се́льское поселе́ние — муниципальное образование в Троицком районе Челябинской области Российской Федерации. В рамках административно-территориального устройства муниципальное образование  соответствует административно-территориальной единице Родниковский сельсовет.
Административный центр — посёлок Родники.

## История
Статус и границы сельского поселения установлены Законом Челябинской области от 28 октября 2004 года № 315-ЗО «О статусе и границах Троицкого муниципального района и сельских поселений в его составе»

## Население
| 2002  | 2010  | 2011  | 2012  | 2013  | 2014  | 2015  |
| ----- | ----- | ----- | ----- | ----- | ----- | ----- |
| 2359  | ↘1866 | ↘1863 | ↘1839 | ↘1806 | ↘1781 | ↘1707 |
| 2016  | 2017  | 2018  | 2019  | 2020  | 2021  |       |
| ↘1696 | ↘1684 | ↘1648 | ↘1638 | ↘1626 | ↗1806 |       |

## Состав сельского поселения
| № | Населённый пункт  | Тип населённого пункта          | Население |
| - | ----------------- | ------------------------------- | --------- |
| 1 | Воробьевка        | деревня                         | ↘3        |
| 2 | Краснооктябрьский | посёлок                         | ↘88       |
| 3 | Лагерный          | посёлок                         | ↘248      |
| 4 | Полесье           | посёлок                         | ↘214      |
| 5 | Родники           | посёлок, административный центр | ↘1089     |
| 6 | Тогузак           | посёлок                         | ↘224      |